# Apache (Oklahoma)
Apache és una ciutat dels Estats Units a l'estat d'Oklahoma. Segons el cens del 2000 tenia 1.616 habitants.

## Demografia
Segons el cens del 2000, Apache tenia 1.616 habitants, 646 habitatges, i 445 famílies. La densitat de població era de 308,9 habitants per km².
Dels 646 habitatges en un 35,6% hi vivien nens de menys de 18 anys, en un 48,8% hi vivien parelles casades, en un 15% dones solteres, i en un 31,1% no eren unitats familiars. En el 27,6% dels habitatges hi vivien persones soles el 15,2% de les quals corresponia a persones de 65 anys o més que vivien soles. El nombre mitjà de persones vivint en cada habitatge era de 2,5 i el nombre mitjà de persones que vivien en cada família era de 3,06.
Per edats la població es repartia de la següent manera: un 29,6% tenia menys de 18 anys, un 9,2% entre 18 i 24, un 26,1% entre 25 i 44, un 19,4% de 45 a 60 i un 15,7% 65 anys o més.
L'edat mediana era de 34 anys. Per cada 100 dones de 18 o més anys hi havia 84,7 homes.
La renda mediana per habitatge era de 26.953 $ i la renda mediana per família de 32.431 $. Els homes tenien una renda mediana de 25.391 $ mentre que les dones 19.853 $. La renda per capita de la població era de 12.790 $. Entorn de l'11,4% de les famílies i el 16,2% de la població estaven per davall del llindar de pobresa.

## Poblacions més properes
El següent diagrama mostra les poblacions més properes.